# Paul Pugnaud
Paul Pugnaud (Banyuls de la Marenda, 2 de juliol de 1912 - Lesinhan de las Corbièras, Aude, 13 de juny de 1995) va ser un poeta en francès, mariner i viticultor nordcatalà. Era fill d'un comerciant que va morir d'un infart micardíac abans del seu naixement. Després es va traslladar uns anys a Perpinyà. Després d'estudiar a la Institution Saint-Louis-de-Gonzague, obtingué el batxillerat l'any 1929. Va començar molt aviat a escriure articles en diverses revistes com Le Coq Catalan d'Albert Bausil, i marxà a París per inscriure's en una llicència de lletres a la Universitat de París-Sorbona.

## Publicacions
Poesia
- 1939 : Equinoxes, Éditions de La Bouteille à la mer
- 1955 : Zone franche, Collection Ressac
- 1962 : Azur de pierre, Subervie. Prix Ilarie Voronca 1961
- 1967 : La nuit ouverte, Subervie
- 1969 : Minéral, Rougerie. Prix Antonin Artaud 1970
- 1971 : Les espaces noyés, Rougerie
- 1972 : Long Cours, Rougerie. Amb un gravat de Suzanne Runacher
- 1975 : Les portes défendues, Rougerie. Grand prix de Brocéliande des rencontres poétiques du mont Saint Michel 1976
- 1977 : Atterrages, Rougerie. Prix Louis Guillaume, 1977, de poema en prosa
- 1979 : Ombre du feu, Rougerie
- 1980 : Langue de terre', Rougerie
- 1982 : Le feu court, dans le livre Paul Pugnaud d'André Vinas, Subervie
- 1983 : Aride Lumière, Rougerie. Amb un gravat de J.J.J. Rigal
- 1985 : Le jour Ressuscité, Rougerie
- 1987 : Air pur, Rougerie
- 1989 : Posidonies, Rougerie
- 1989 : Épures, Éditions du Mas Catherine
- 1989 : Ombres éclatées, Conflent, prefaci d'André Vinas pels 50 anys de poesia a Perpinyà
- 1991 : Instants sans passé, Rougerie
- 1996 : Poèmes choisis, Rougerie
- 1999 : Écouter le silence, Rougerie, presentació de René Rougerie
- 2005 : Aux portes interdites, Rougerie, postfaci de René Rougerie. Amb un gravat de Maurice Maillard.
- 2015 : Les jours pulvérisés, Rougerie, prefaci de René Depestre
- 2015 : Sur les routes du vent, Éditions Folle Avoine, prefaci de Jean-Pierre Siméon

Assaigs
- 1992 : Aristide Maillol, Conflent
- 1973 : Prefaci a Au seuil des hommes, poèmes de Pierre Marca, Oswald
- 1979 : Prefaci a Maillol mon ami, souvenirs de François Bassères, Cornet

Col·laboracions a les revistes
- Le Coq catalan, 1931-1938
- La Bouteille à la mer, 1934-1952
- La Revue parlée, 1937
- Prospectus, 1953-1954
- Les Cahiers de la licorne, n° 5
- Entretiens, n° 26
- Cévenne-Méditerranée, n° 1
- Les Cahiers du refus, mai 1962
- Le Mercure de France, mars 1962
- Bulletin Association Guillaume-Budé, spécial n° 8 -9-10
- La Tramontane, 1967
- Haut Pays, n° 1, 1967
- A.C.I.L.E.C.E., 1967-1970-1974
- Encres vives, n° 62, 63, 64 et 66
- Le Puits de l'ermite, n° 12 et 19
- L'Envers et l'Endroit, n° 9
- Profils, 1972-1973-1975
- Solaire n° 5, 1974
- Impact, n° 8
- Nouvelles à la main, 1975 à 1977
- Le Temps parallèle, 1974 à 1981
- Jalons, n° 5 i 7
- Poésie présente, n° 5 -6-9-12-13-14-36

## Homenatges
- Exposició a la Maison des mémoires Carcassonne del 12 de desembre de 2014 al 14 de març de 2015 : Paul Pugnaud - Joë Bousquet: deux poètes, un éditeur Rougerie